# Мусаев, Талыб Гурбан оглы
Талыб Гурбан оглы Мусаев (1 января 1908, Гусейн Кули Агалу, Кавказское наместничество — 4 апреля 2005, Баку) — советский общественно-политический деятель Азербайджана и Армении, председатель исполкома Басаркечерского районного Совета депутатов трудящихся (1939—1942), первый секретарь Карабахского райкома (1942—1946), первый секретарь Басаркечарского райкома (1946—1953), отец Максима Мусаева

## Жизнь и деятельность
Талыб Мусаев родился в 1908 году в селе Нариманлы Басаркечерского района. В 1936 году избран первым секретарем Басаркечарского РК. В 1937 году он был избран III секретарем райкома партии, а чуть позже II секретарем. В 1938 году, получив по экстернату аттестат о полном среднем образовании, заочно поступил в Ереванский педогогический институт. В 1943 году окончил институт с дипломом о высшем образовании.
В 1939 году он был назначен председателем Басаркечерского райисполкома, в 1942 году — Карабахларского района, а в 1946 году — первым секретарем Басаркечерского РП. В 1948 году он изучал Марксизм-Ленинизм в Москве, оставаясь на своем посту.
Первый секретарь Басаркечерского райкома партии, первый заместитель председателя Верховного Совета Армянской ССР, несколько раз избирался депутатом Верховного Совета Армянской ССР.
Быд удостоен «Стипендии президента Азербайджанской Республики»

## Книги
- Армяне и наши трагедии. Баку, 2008 г.